# (137924) 2000 BD19
(137924) 2000 BD19 es un asteroide subkilométrico y un objeto próximo a la Tierra con el perihelio más pequeño que cualquier otro asteroide numerado (0,092 AU - 38% del radio orbital de Mercurio). Con su alta excentricidad, 2000 BD19 no solo se acerca mucho al Sol, sino que también viaja relativamente lejos de él. Tiene el tercer afelio más grande de cualquier asteroide Atón numerado y es uno de los pocos asteroides Atón que también es un cruzador de Marte. Sus elementos orbitales indican que puede ser un cometa extinto. Hasta ahora no se ha visto la actividad cometaria.
LINEAR descubrió 2000 BD19 en enero de 2000 y DANEOPS lo localizó poco después en placas del observatorio Palomar el 10 de febrero de 1997. Esto permitió una determinación de órbita razonablemente precisa, y como resultado se detectó nuevamente el 27 de febrero de 2001 y el 21 de enero de 2002. Cuando se descubrió, batió el récord existente tanto para el asteroide con el perihelio más pequeño como para el asteroide Atón con la mayor excentricidad.
Se estima que la temperatura de la superficie de 2000 BD19 alcanza unos 920 K en el perihelio, suficiente para derretir plomo y zinc, y casi lo suficiente para fundir el aluminio. 2000 BD19 se considera un buen candidato para medir los efectos de la teoría general de la relatividad de Albert Einstein debido a lo cerca que se aproxima Sol.